# サーシャ (宇宙戦艦ヤマト)
サーシャは、アニメ「宇宙戦艦ヤマトシリーズ」の登場人物。シリーズを通じ、以下の2人が登場する。
1. イスカンダル星の女王スターシャの妹。
2. 古代守とスターシャの娘。つまり、1.の人物の姪。古代進にとっても姪にあたる。地球での名前は真田 澪（さなだ みお）。

スターシャの名前が「スターシア」と表記されることがあるのと同様、サーシャも作品によって「サーシア」と表記されることがある。

## スターシャの妹
いずれの作品でも初登場時点で死亡しており、回想シーンなどに生前の姿で登場することもないため、セリフはない。

### 『宇宙戦艦ヤマト』
第1話に登場。スターシャからの特命を帯び、放射能汚染で絶滅の危機に瀕していた地球人類への「イスカンダルへ放射能除去装置を取りに来るように」というメッセージと、ワープを可能にする波動エンジンの設計図を収めた通信カプセルを携えて地球へ向かっていたが、太陽系到達を目前に乗っていた宇宙船がガミラスの攻撃を受けて暴走してしまう。火星への墜落直前に脱出艇で脱出するも、古代進と島大介に発見された際には火星の大地へ投げ出されており、右手でカプセルを握り締めたまま息絶えていた。
容姿は頭髪の長さ以外は姉のスターシャですら見間違えるほど、本作のヒロインの森雪と酷似している。また、劇中では「サーシャ」ではなく「サーシア」と発音されている。

### 『宇宙戦艦ヤマト2199』
『宇宙戦艦ヤマト』（以降、「旧作」）のリメイク作品である本作では、スターシャを姉、ユリーシャを妹にそれぞれ持っており、地球への2人目の使者という設定へ変更された。また、サーシャ・イスカンダルというフルネームが設定されたうえ、衣装も変更されている。
回想シーン以外では第1話にのみ登場。物語開始の1年前にヤマトの主動力源となる次元波動エンジンの設計図を携えて地球へ向かったユリーシャに続き、物語開始時に自らも次元波動エンジンの核となる波動コアを携えて地球へ向かうが、旧作と同様に死亡してしまう。ただし、発見された際の状況はやや異なっており、脱出艇内で波動コアを手にしたまま息絶えていた。遺体は古代と島によって火星の大地へ埋葬される。その後、第3話で地球を発進したヤマトが火星付近を通過する際には、古代は火星を見つめながら決意を独白し、雪からも花束が手向けられている。また、第19話では岬百合亜に憑依した状態のユリーシャから、「一緒に帰りたかった」と言われている。
なお、『宇宙戦艦ヤマト2205 新たなる旅立ち』にて、イスカンダル人は「サンクテル」と呼ばれる仮想空間に本体ともいえる存在があり、その気になれば何度でも肉体を蘇らせることができるという設定が追加され、サーシャも再生しようと思えば再生できたが、限りある命を生き抜くということに価値を見出したスターシャの意思により再生されなかったことが語られた。
容姿は旧作同様、スターシャが見間違えるほど雪と酷似している。また、生前の姿が登場しない点も旧作同様であるが、本作では劇場限定版BD第1巻特典絵コンテの表紙に生前の姿が描き下ろされている。

## スターシャの娘
『宇宙戦艦ヤマト 新たなる旅立ち』『ヤマトよ永遠に』に登場する。声優は、乳児時は不明で、少女時は潘恵子。
『新たなる旅立ち』時の乳児の姿のデザインは、松本零士が準備稿を手掛け、それを白土武がほぼそのままクリンナップしている。
『永遠に』時の姿のデザインは、松本と高橋信也によって多数のラフ稿が描かれたが、最終的に高橋のデザインが決定稿として採用されている。金髪ロングという点ではスターシャやテレサなどの従来のヤマトヒロインの慣例を踏襲しているが、目の形状などを筆頭に松本零士の描く女性（いわゆる「松本美女」）とは大きく画風が異なっている。そのため、劇中では森雪に間違われることもあるが、実際には妹の方のサーシャほど雪に瓜二つではない。艦内服は雪とは異なるオリジナルのデザインとなっている。
古代守とスターシャの間に生まれた子供で、地球人とイスカンダル人のハーフになる。イスカンダル人の血を引いたことにより、地球人にない特殊な能力を持つ。

### 劇中での登場
宇宙戦艦ヤマト 新たなる旅立ち
赤ちゃんとして登場。
中盤でイスカンダルとの自爆を決意したスターシャから、守と共にヤマトへ託される。当初は意識体となったスターシャをひたすら求め、それが無理と知ると泣き始めたが、彼女に似た顔立ちの森雪にあやされたことで、笑顔を取り戻す。
ヤマトよ永遠に
初登場時は、古代守の同期の親友である真田志郎の姪の「真田澪」という仮の姿で登場。その後、中盤で古代進に、終盤でその他の乗組員にサーシャであることが明かされる。血縁上は古代進の姪に当たるため、彼を「叔父様」と呼ぶ。
前作の後、地球環境とイスカンダル人の相性の問題から、小惑星イカロスにいる真田の元に預けられていた。そして、大人になるまでの成長が非常に速いというイスカンダル人の特性により、わずか1年で第二次性徴までの成長を終える。
育ての親である真田からヤマト乗組員としての教育を受けており、地球に残留した雪の代理としてレーダーを担当する。一方で、思春期の少女としての微妙な心理描写もあり、叔父である進へ恋心を抱いて使命との葛藤に揺れたり、彼の前で森雪への嫉妬も口にする（この微妙なすれ違いは、地球での雪とアルフォンの恋心とすれ違いと、交互に描写された）。劇中でそれを吐露した際の本当の目的は進をデザリアム星で追わせず地球の雪のもとへ帰すためであったが、本音でもあった。
地球と暗黒星団帝国との戦いで地球を救うためにデザリアム星に残り、重核子爆弾の起爆装置との回路を破壊して時間を稼いだ後にヤマトを惑星内部へ誘導するが、サーシャごとデザリアム星を波動砲で撃つことをためらう進の眼前で、敵の聖総統スカルダートと相打ちになり、その亡骸は直後の波動砲によってデザリアム星ごと消滅する。しかし、死後に母親同様意識体となり、後悔に沈む古代を慰めた後、スターシャの意識体と共に母なる宇宙へ還っていった。

### PSゲームシリーズ
『宇宙戦艦ヤマト 新たなる旅立ち』『ヤマトよ永遠に』を原作としたPS2用ゲーム、『宇宙戦艦ヤマト イスカンダルへの追憶』『宇宙戦艦ヤマト 暗黒星団帝国の逆襲』『宇宙戦艦ヤマト 二重銀河の崩壊』に登場。
増永計介によりリデザインされており、他のキャラクターと同じく松本零士の画風に近づけられているが、目が雪よりも大きく丸っこい形をしている点は共通している。また、艦内服は単に雪と同じデザインの色違いとなっている。
本シリーズでのスターシャの名前が「スターシア」に統一されていることに伴い、名前は「サーシア」となっている。基本設定はアニメ版と変わらないが、両親が健在である本シリーズでは性格が若干異なっており、アニメ版より明るく子供っぽくなっている。古代進のことを「叔父様」と呼ぶのはアニメ版同様だが、彼への恋愛感情を示す描写は一切無く、劇中ではヤマト艦長に就任した父・古代守に対する娘としての思慕の感情が主に描写されている。
原作と異なり、「真田澪」=「サーシア」であることは早い段階（アニメ版で進に明かされた中間補給基地戦より前のステージ05「シリウス・第七艦隊」での古代守との再会時）でヤマト乗組員全員に知られ、それ以降は「サーシア」と呼ばれることが多くなる。ヤマト乗組員全員を家族のようなものと考えており、『暗黒星団帝国の逆襲』最終ステージ「巨大な罠・ゴルバ再臨」のエピローグムービー中では島大介を「おじ様」と呼んでずっこけさせている。
ゲームという媒体であることを活かし、『二重銀河の崩壊』ではマルチエンディングとして結末が2通り用意されており、1つは原作通りの死亡エンド（ただしスカルダートに射殺はされず、波動砲の引き金を引くのは実父である守）、もう1つは真田と大山歳郎の活躍によって波動砲直前に脱出に成功する生存エンドとなっている。生存エンドでは守・大山とともにイスカンダルへ帰還し、そこで共に生活することになる。アニメ版での死後の彼女のセリフは真田と山崎奨に割り振られているが、このセリフのシーンはどちらのエンディングパターンでも共通のため、死亡エンドの場合でもサーシアは意識体としてヤマト乗組員の前に現れることはなく、死ぬ直前にヤマトへ送った「ありがとう」というメッセージが流されるのみとなっている。
なお、ゲーム版では「スターシア」はイスカンダルの女王、「サーシア」は次の王位継承者につけられる名前と設定されており、いずれはサーシアも「スターシア」の名を継ぐことになっていると、『暗黒星団帝国の逆襲』ステージ04「オールト雲・彗星の巣」のエピローグムービー中で語られている。また、同ムービー中で、本人は「サーシア」とは別に「真田澪」のことも「素敵なもう1つの名前」と評して気に入っていると述べている。

### リメイクアニメシリーズ
『宇宙戦艦ヤマト 新たなる旅立ち』『ヤマトよ永遠に』を原作とした『宇宙戦艦ヤマト2205 新たなる旅立ち』『ヤマトよ永遠に REBEL3199』に登場する。声優は潘めぐみ。
国民がサンクテルによって不老不死の存在となったイスカンダル星において、数千年ぶりに生まれる新しい生命であるとされる。原作と同様にスターシャと古代守の娘であるが、本シリーズでは守が『2199』時点で死亡しているうえに『2205』時点で5年以上が経過していることからも、光球の状態で長期間維持されていたとされ、『2205』最終話にて赤子の状態で実体のある肉体を得た。
『3199』では地球人としての名前こそ原作と同様の「真田澪」に加えて（後述の名付けを踏まえて）「サーシャ・イスカンダル・古代」と設定されているが、当初はまだ1歳11か月の幼女として登場するうえ、イスカンダル文明の神髄を伝える重要人物としてデザリアムに狙われており、それを危惧した真田によって匿われた先の小惑星イカルスにて、新見薫によって育てられていた。
本作における「サーシャ」という名前は上記の妹が由来であるとされており、先述の通り妹の再生をしなかったスターシャが、次に「サーシャ」と呼ばれる存在が生まれる際は（既存のイスカンダル人の再生ではない）真っ新な命であってほしいという想いによって名付けたとされている。

## その他
松本零士は「サーシャ」という名前を響きの良さから気に入ってつけていたが、後にソ連へ行った際には、女性より男性に多く使用される名称であるということを知って驚いたと述べている。
松本の漫画『新宇宙戦艦ヤマト』には「古代進（32世）の先祖（=守）とスターシアの娘」が登場するが、「スターシア（2世）」と名乗っており、本項で述べている人物と同一人物かは不明である。
ひおあきらの漫画版では、サーシャの船は脱出カプセルを用いずに火星へ不時着し、船内の操縦席で死亡した彼女の姿が古代と島に発見される。後にスターシャの解読した通信カプセルの内容から「妹のサーシャ」の名が判明する。ロングの黒髪で肌が透けて見えるドレスを着用しており、それを目撃した古代は「きれいなひとだ」との感想を述べている。しかし、その遺体は資料として回収されたり埋葬されたりすることはなく、船内へそのまま放置された。
『宇宙戦艦ヤマト 新たなる旅立ち』では、島倉千代子がスターシャの立場から「サーシャ・わが愛」（阿久悠作詞、宮川泰作曲）を歌っている。